# Liste der Biografien/Harg
Liste der Biografien |
Portal Biografien |
Personensuche
# |
A |
B |
C |
D |
E |
F |
G |
H |
I |
J |
K |
L |
M |
N |
O |
P |
Q |
R |
S |
T |
U |
V |
W |
X |
Y |
Z |
?
 
Ha |
Hd |
He |
Hi |
Hj |
Hk |
Hl |
Hm |
Hn |
Ho |
Hr |
Hs |
Ht |
Hu |
Hv |
Hw |
Hy
 
Haa |
Hab |
Hac |
Had |
Hae–Haf |
Hag |
Hah |
Hai |
Haj |
Hak |
Hal |
Ham |
Han |
Hao |
Hap |
Haq |
Har |
Has |
Hat |
Hau |
Hav |
Haw |
Hax |
Hay |
Haz
 
Hara |
Harb |
Harc |
Hard |
Hare |
Harf |
Harg |
Harh |
Hari |
Harj |
Hark |
Harl |
Harm |
Harn |
Haro |
Harp |
Harr |
Hars |
Hart |
Haru |
Harv |
Harw |
Harx |
Hary |
Harz
Die Liste der Biografien führt alle Personen auf, die in der deutschsprachigen Wikipedia einen Artikel haben. Dieses ist eine Teilliste mit 50 Einträgen von Personen, deren Namen mit den Buchstaben „Harg“ beginnt.

## Harg

### Harga
- Hargan, Eric (* 1968), US-amerikanischer Jurist, Hochschullehrer und Beamter
- Hargaš, Lubomír (1967–1997), tschechoslowakischer bzw. tschechischer Bahnradsportler
- Hargasser, Johann Georg (1785–1824), deutscher Pharmazeut und Botaniker
- Hargassner, Lorenz (* 1978), österreichischer Jazzmusiker

### Harge
- Hargens, Charles (1893–1997), US-amerikanischer Maler
- Hargens, Jürgen (* 1947), deutscher Psychologe, Psychotherapeut und Autor
- Harger, Elias (* 2007), US-amerikanischer Schauspieler
- Hargesheimer, Raimund (* 1953), deutscher Judoka

### Hargi
- Hargin, Christine (* 1980), schwedische Skirennläuferin
- Hargin, Janette (* 1977), schwedische Skirennläuferin
- Hargin, Mattias (* 1985), schwedischer SkirennläuferMattias Hargin (* 1985)

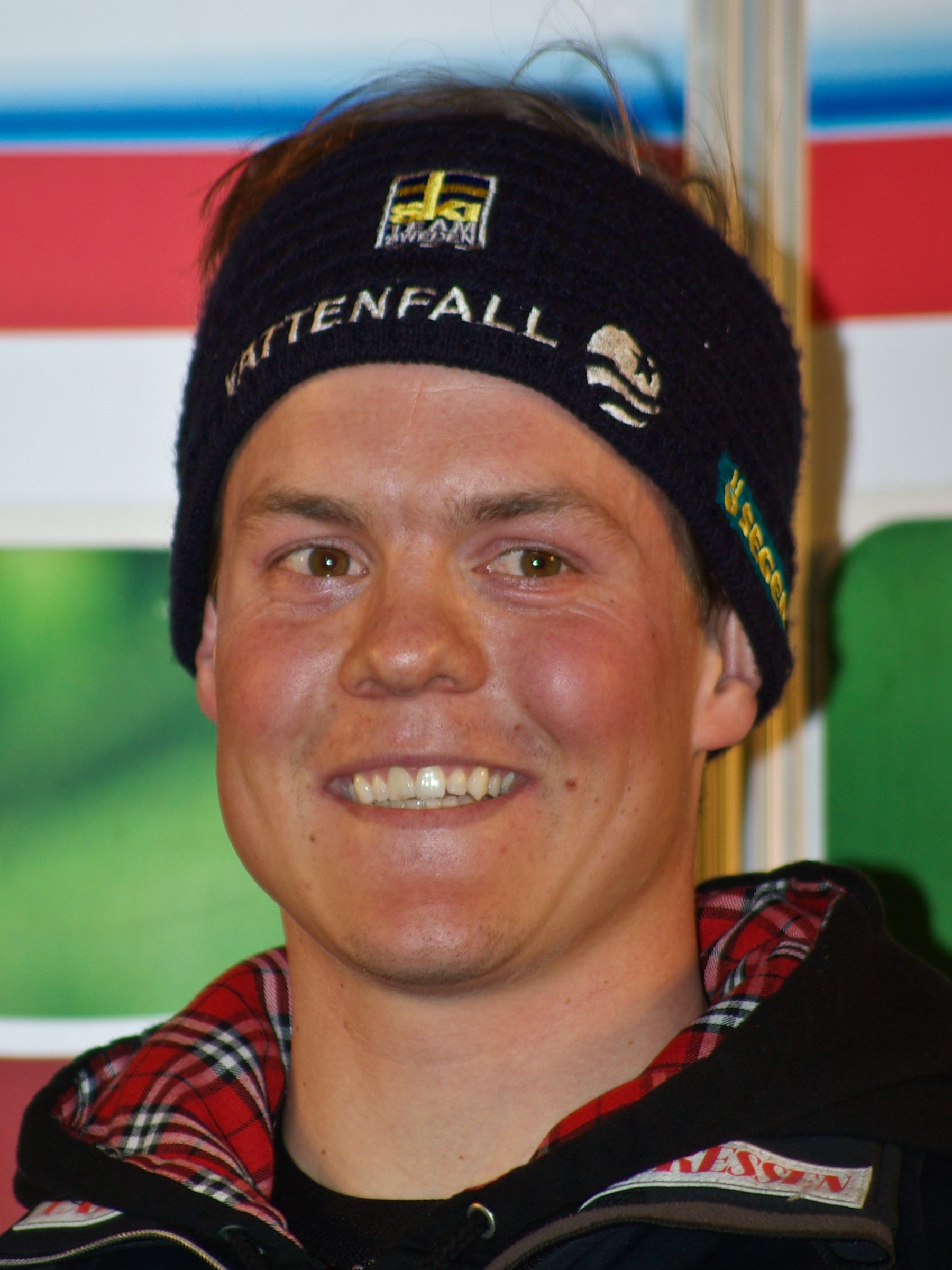
Mattias Hargin (* 1985)

- Hargiono (* 1967), indonesischer Badmintonspieler
- Hargis, Billy James (1925–2004), US-amerikanischer Evangelist
- Hargis, Denver David (1921–1989), US-amerikanischer Politiker
- Hargis, John (* 1975), US-amerikanischer Schwimmer
- Hargitay, András (* 1956), ungarischer Schwimmer
- Hargitay, Mariska (* 1964), US-amerikanische SchauspielerinMariska Hargitay (* 1964)

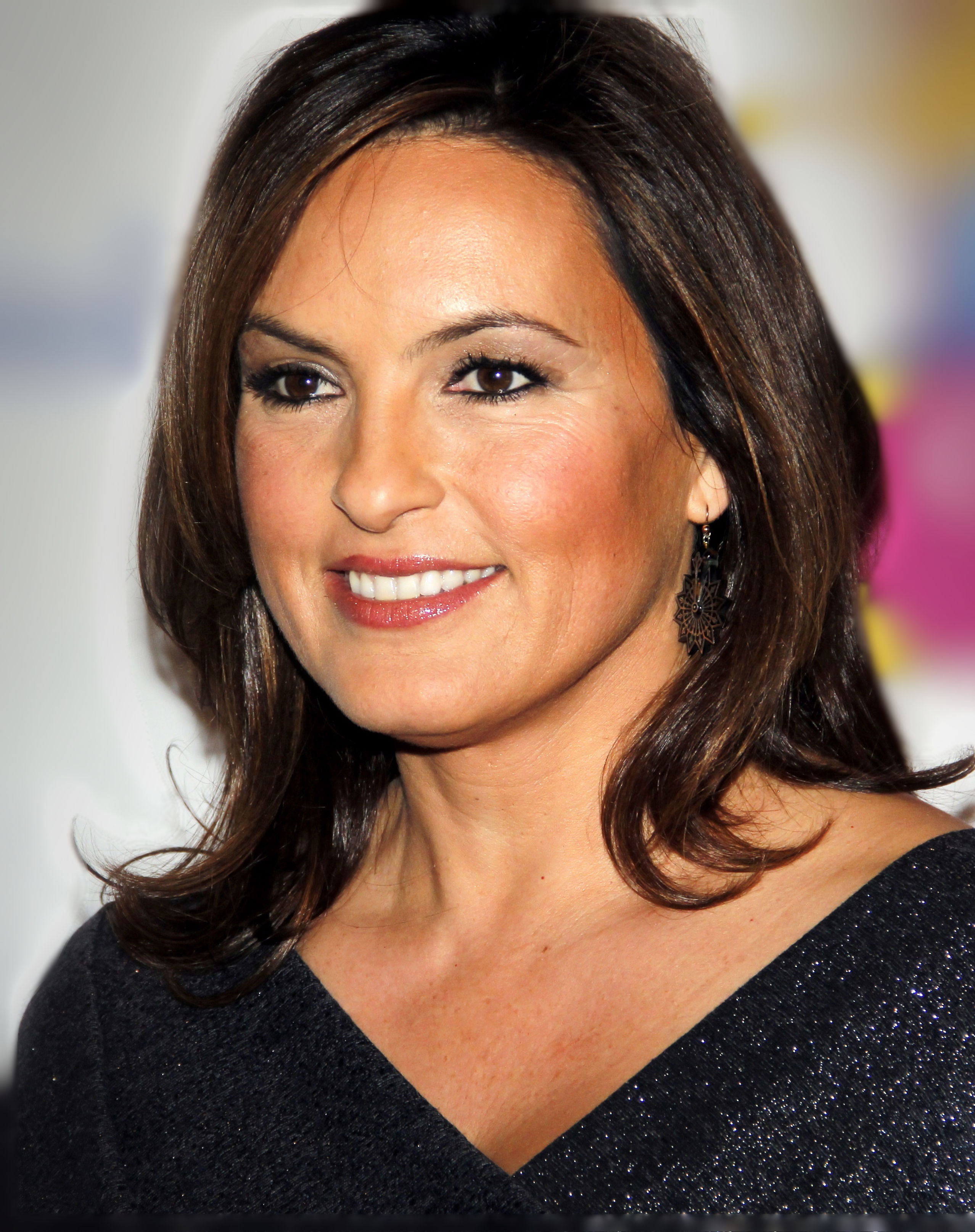
Mariska Hargitay (* 1964)

- Hargitay, Mickey (1926–2006), ungarischer Bodybuilder und Schauspieler
- Hargittai, Eszter (* 1973), ungarisch-US-amerikanische Soziologin und Medienwissenschaftlerin
- Hargittai, István (* 1941), ungarischer Chemiker

### Hargl
- Hargla, Indrek (* 1970), estnischer Schriftsteller

### Hargr
- Hargrave, Arthur A. (1856–1957), US-amerikanischer Journalist sowie Zeitungsherausgeber
- Hargrave, Brett, US-amerikanische Schauspielerin und Kurzfilmschaffende
- Hargrave, Elizabeth, US-amerikanische Spieleautorin
- Hargrave, Javon (* 1993), US-amerikanischer American-Football-Spieler
- Hargrave, John (1894–1982), britischer Zeichner, Autor und Politiker
- Hargrave, Lawrence (1850–1915), britisch-australischer Ingenieur, Astronom, Entdecker, Erfinder und Luftfahrtpionier
- Hargraves, Edward (1816–1891), britischer Entdecker
- Hargreave, Charles James (1820–1866), britischer Richter und Mathematiker
- Hargreaves, Alison (1962–1995), britische Extrembergsteigerin
- Hargreaves, Amy (* 1970), US-amerikanische Schauspielerin
- Hargreaves, Bob (* 1944), neuseeländischer Kugelstoßer
- Hargreaves, Bruce J. (* 1942), US-amerikanischer Botaniker
- Hargreaves, Ian (* 1951), britischer Journalist und Medienwissenschaftler
- Hargreaves, Jack (* 1993), australischer Ruderer
- Hargreaves, James († 1778), englischer Baumwollweber, Erfinder der ersten industriellen Spinnmaschine
- Hargreaves, John (1924–2015), britischer Historiker
- Hargreaves, John (1945–1996), australischer Schauspieler
- Hargreaves, John (1945–2024), englischer Snookerspieler
- Hargreaves, Ken (1939–2012), britischer Politiker (Conservative Party), Mitglied des House of Commons
- Hargreaves, Owen (* 1981), kanadischer Fußballspieler mit englischem PassOwen Hargreaves (* 1981)

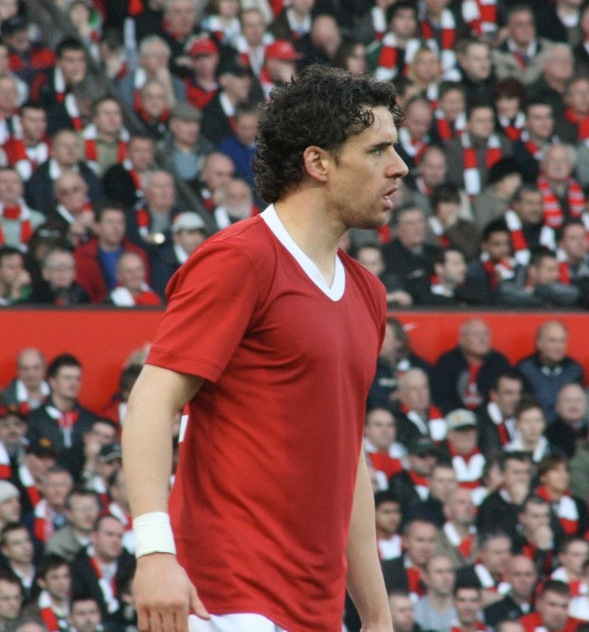
Owen Hargreaves (* 1981)

- Hargreaves, Roger (1935–1988), britischer Kinderbuchautor und -illustrator
- Hargreaves, Sarah (* 1989), dänisch-britische Handballspielerin
- Hargrove, Abigail (* 1999), US-amerikanische Kinderdarstellerin
- Hargrove, Ernest T. (1870–1939), englisch-US-amerikanischer Rechtsanwalt und Theosoph
- Hargrove, Monica (* 1982), US-amerikanische Leichtathletin
- Hargrove, Roy (1969–2018), US-amerikanischer Jazz- und Funk-Trompeter
- Hargrove, Scott (* 1995), kanadischer Automobilrennfahrer

### Hargu
- Harguindeguy, Albano (1927–2012), argentinischer General
- Hargus, Auguste (1909–1995), deutsche Leichtathletin und Hockeyspielerin